# Szent Honoratus
Arles-i Szent Honoratus (latinul: Honoratus Arelatensis, franciául: Honorat d'Arles), (Trier, 350/360 körül – Arles, 429. január 16.) szentként tisztelt késő középkori galliai keresztény egyházi személy, élete végén 427-től Arles püspöke.
Pogány szülők gyermekeként született Gallia (a mai Franciaország) területén. Édesapja világias életre próbálta szoktatni, Honoratus azonban már gyermekként jámborságra törekedett, és ennek bátyját, Venantiust is megnyerte. Szerényen öltözködött, étkezett, keveset beszélt, aludt, de sokat imádkozott, igyekezett magát megalázva élni. Rokona, Poitiers-i Szent Hilár szerint már földön angyali életet élt bátyjával együtt. Később Lérins szigetén kolostort alapított. Megérte, hogy élete végén, 427-ben Arles püspökévé választották. 429-ben hunyt el körülbelül 70–80 éves korában. A római katolikus egyház szentként tiszteli és halála napján üli ünnepét. A püspöki székben utóda, a szintén szentként tisztelt Arles-i Szent Hilár lett.